# Hải Cường
Hải Cường là một xã cũ thuộc huyện Hải Hậu, tỉnh Nam Định, Việt Nam.
Xã Hải Cường có diện tích 6,77 km², dân số năm 2022 là 7.535 người, mật độ dân số đạt 1.112 người/km².